# Черниговская область
Черни́говская о́бласть (укр. Черні́гівська о́бласть), разг. Черниговщина (укр. Чернігівщина) — область в центре Украины. Граничит на западе с Киевской областью, на востоке — с Сумской, на юге — с Полтавской областями Украины, на севере — с Гомельской областью Беларуси и с Брянской областью России.
Административный центр и крупнейший город — Чернигов, другие крупные города — Нежин, Прилуки, Бахмач, Носовка, Новгород-Северский.

## География

### Рельеф
Область целиком расположена на территории Восточно-Европейской равнины. Этим объясняется равнинный характер рельефа с незначительными абсолютными высотами (в основном, 50—150 метров над уровнем моря).

### Гидрология
По территории Черниговской области протекает 1200 рек общей длиной около 8,5 тыс. км. Крупнейшие реки: Днепр, Десна, Сейм, Остёр, Снов, Убедь, Удай, Дочь, Стрижень.

### Заповедные объекты
В области имеется 610 природных заповедных объектов. На территории Черниговской области находятся два национальных природных парка — Ичнянский и Мезинский; и один региональный ландшафтный парк — Межреченский. На территории области обитают животные, занесённые в Красную книгу Украины: зубр, тушканчик большой, летучая мышь малая и большая, хорёк степной; журавль степной, сова, дрофа и другие.

## История
К среднему палеолиту в Черниговской области относятся памятники Чулатово 3 (Заровска Круча), Язви, Араповичи, Ореховый Лог, Мосолов Ров.
Более 20 поселений эпохи позднего палеолита (35—10 тыс. лет назад) археологи обнаружили на территории области (Пушкари I, Пушкари IX, Мезинская стоянка, Новгород-Северская стоянка, Бужанка, Чулатово, Журавская стоянка и др.).
По материалам стоянки Кудлаевка в Среднем Подесенье (Новгород-Северский) выделена мезолитическая кудлаевская культура (8—6 тысячелетия до н. э.).
К днепро-донецкой неолитической культуре (4-е тысячелетие до н. э.) относится Каменское поселение. К эпохе бронзы (2 тысячелетие до н. э.) относятся поселения, обнаруженные в урочищах Яловщина и Татарская Горка. Сосницкая культура 2-го тысячелетия до н. э. названа по месту первых находок в районе посёлка Сосница.
К 1 тысячелетию н. э. относятся поселения северян, располагавшиеся на берегах Десны и Стрижня. Возможно, до основания Чернигова старейшим городом северян был Седнев.
Регион Посемья был покорён Русью в конце X века — начале XI века, скорее всего, в 990-х годах, во время восточных походов великого князя киевского Владимира Святославича. Все роменские городища Посемья погибли в пожарах.
В X веке Чернигово-Северская земля вошла в состав Киевской Руси, причём Чернигов по развитию уступал только Киеву. Главную роль в экономике играло сельское хозяйство. Высокого развития достигли ремёсла. Серебряные оковки рогов украшены чеканным растительным орнаментом, на большом роге изображены мужчина и «женщина» с луками, стреляющие в «вещую» птицу, фантастические животные. Серебряные оковки турьих рогов из Чёрной могилы и оковки рукояти меча из дружинной могилы близ Золотых ворот в Киеве имеют такие же орнаментальные мотивы как на «некоторых поясных бляхах и наконечниках из Микульчиц, Поганьско, Старого Места, Желенок, и особенно на типичных великоморавских шарообразных украшениях-пуговицах — гомбиках, находки которых сосредоточиваются в области трёх крупных южноморавских центров и далее в Средней Чехии и Юго-Западной Словакии». Борживой Достал, отмечая сходство инвентаря, писал о полной идентичности дружинных могил Киева и Чернигова погребениям в Великой Моравии. Крупнейшим городищем и «могильником варягов» в Киевской Руси IX—XII веков, по всей видимости, является Шестовицкий археологический комплекс под Черниговом.
У села Выползов находится древнерусский Выползовский археологический комплекс.
3 октября 1078 года в окрестностях Чернигова произошла междоусобная битва на Нежатиной Ниве, в которой войска Изяслава и Всеволода Ярославичей и их сыновей Ярополка и Владимира разбили Бориса Вячеславича и Олега Святославича.
Под 1151 годом в Ипатьевской летописи упомянут город Блестовит.
В Новгороде-Северском археологами были обнаружены стеклянные браслеты периода Древней Руси и писа́ло XII века, которым выцарапывали буквы на бересте или вощёных дощечках.
С 1156 года по 1239 год город Березый входил в Вщижское княжество.
В середине XIV века Черниговщина, ослабленная монгольскими разорениями и оказавшаяся под властью брянских князей, была захвачена литовскими князьями.
В 1500 году в результате Ведрошской битвы она на более чем 100 лет вошла в состав Русского государства. В течение XVI века литовцы и поляки неоднократно пытались вернуть Чернигов, разоряя его округу.
В начале XVII века Черниговщина активно участвовала в событиях Смутного времени, поддерживая самозванцев. В 1611 году Чернигов подвергся польскому погрому и запустел на более чем десятилетие. Власти Речи Посполитой, к которой Черниговщина перешла по Деулинскому перемирию, поощряли для восстановления её оборонительного потенциала переселение сюда запорожских казаков, что существенно изменило этнический характер Черниговщины. В 1648 году она стала частью Гетманщины и в таком состоянии вернулась в состав России в 1654 году.
В 1796 году была образована Малороссийская губерния Российской империи, которая в 1802 году была разделена на Черниговскую и Полтавскую губернии.
После ряда административных реформ 1919—1932 годов, 15 октября 1932 года была образована Черниговская область в составе Украинской Советской Социалистической Республики. 10 января 1939 года Указом Президиума Верховного совета СССР из состава области выведены и переданы в новообразованную Сумскую область Бурыньский, Глинский, Глуховский, Дубовязовский, Конотопский, Кролевецкий, Недригайловский, Путивльский, Роменский, Середино-Будский, Смелянский, Талалаевский, Хильчицкий, Червонный, Шалыгинский, Шосткинский и Ямпольский районы.
С 1991 года область находится в составе Украины.
В период с 24 февраля по начало апреля 2022 года значительная часть территории Черниговской области находилась под российской оккупацией в ходе вторжения России на Украину. На подступах к областному центру шли ожесточённые бои.

## Население
Численность наличного населения области на 1 января 2020 года составляет 991 294 человека, в том числе городского населения 649 063 человека, или 65,5 %, сельского — 326 817 человек, или 34,5 %.
Численность наличного населения области на 1 февраля 2015 года составила 1 054 626 человек, в том числе городское население — 678 603 человека (64,35 %), сельское — 376 023 человека (35,65 %). Постоянное население — 1 046 084 человек, в том числе городское население — 668 369 человек (63,89 %), сельское — 377 715 человек (36,11 %). Население областного центра составило 294 614 человек (27,94 % от населения области).
Уровень урбанизации (на 2007 год): городское население — 690,5 тыс. — 60,4 %, сельское население — 452,9 тыс. — 39,6 %.
Уровень урбанизации (на 2001 год): городское население — 727,2 тыс. чел. — 58,4 %, сельское население — 518,1 тыс. чел. — 41,6 %.
Национальный состав по официальным данным (на 2001 год): украинцы — 93,5 %, русские — 5,0 %, белорусы — 0,6 %, другие — 0,9 %.
Население по данным переписей, в современных границах, в тысячах человек:
- 1 275 (1897)
- 1 734 (1914)
- 1 915 (1926)
- 1 622 (1939)
- 1 573 (1959)
- 1 560 (1970)
- 1 506 (1979)
- 1 416 (1989)
- 1 245 (2001)
- 1 110 (2010)
- 1 067 (2014)
- 991 (2019)

### Языковой состав
Вследствие проводимой во времена СССР русификации Украины доля украиноязычных в населении Черниговской области между переписями 1970 и 1989 гг. постепенно уменьшалась, в то время как доля русскоязычных — возрастала. Родной язык населения Черниговской области по результатам переписей населения, %
|            | 1959 | 1970 | 1989 | 2001 |
| ---------- | ---- | ---- | ---- | ---- |
| Украинский | 88,1 | 88,8 | 85,7 | 89,1 |
| Русский    | 11,1 | 10,6 | 13,6 | 10,3 |
| Другие     | 0,8  | 0,6  | 0,7  | 0,4  |

Родной язык населения Черниговской области по данным переписи 2001 года:
|                          | Украинский | Русский |
| ------------------------ | ---------- | ------- |
| Черниговская область     | 89,1       | 10,3    |
| г. Чернигов              | 74,0       | 24,5    |
| г. Нежин                 | 89,5       | 8,9     |
| г. Прилуки               | 92,9       | 6,8     |
| Бахмачский район         | 97,1       | 2,5     |
| Бобровицкий район        | 97,9       | 1,8     |
| Борзнянский район        | 98,4       | 1,4     |
| Варвинский район         | 97,0       | 2,7     |
| Городнянский район       | 92,5       | 7,0     |
| Ичнянский район          | 97,8       | 2,0     |
| Козелецкий район         | 95,8       | 3,8     |
| Коропский район          | 97,8       | 2,0     |
| Корюковский район        | 96,9       | 2,8     |
| Куликовский район        | 98,0       | 1,7     |
| Менский район            | 97,5       | 2,1     |
| Нежинский район          | 98,5       | 1,3     |
| Новгород-Северский район | 63,9       | 35,9    |
| Носовский район          | 97,9       | 1,7     |
| Прилукский район         | 97,2       | 2,4     |
| Репкинский район         | 87,6       | 11,4    |
| Семёновский район        | 80,4       | 19,4    |
| Сновский район           | 89,4       | 10,3    |
| Сосницкий район          | 98,4       | 1,4     |
| Сребнянский район        | 98,3       | 1,5     |
| Талалаевский район       | 98,0       | 1,9     |
| Черниговский район       | 95,4       | 4,0     |

Украинский язык является единственным официальным языком на всей территории области.
По данным опроса, проведённого Социологической группой «Рейтинг» с 16 ноября по 10 декабря 2018 года в рамках проекта «Портрети Регіонів», 80 % жителей Черниговской области считали, что украинский язык должен быть единственным государственным языком на всей территории Украины. 12 % считали, что украинский язык должен быть единственным государственным языком, а русский — вторым официальным в некоторых регионах страны. 3 % считали, что русский должен стать вторым государственным языком страны. 5 % затруднились с ответом.
24 апреля 2023 года решением Черниговской областной военной администрации в Черниговской области утверждена «Программа содействия функционированию украинского языка как государственного в Черниговской области на 2023—2028 годы», главной целью которой является усиление позиций украинского языка в различных сферах общественной жизни региона.
По данным исследования Центра контент-анализа, проведённого в период с 15 августа по 15 сентября 2024 года, темой которого стало соотношение украинского и русского языков в украинском сегменте социальных сетей, в Черниговской области на украинском языке писалось 76,2 % сообщений (в 2023 году — 67,8 %, в 2022 году — 56,6 %, в 2020 году — 18,1 %), на русском — 23,8 % (в 2023 году — 32,2 %, в 2022 году — 43,4 %, в 2020 году — 81,9 %).
После провозглашения Украиной независимости в области, как и в стране в целом, происходит постепенная украинизация русифицированной в советское время системы образования. Динамика соотношения языков преподавания в учреждениях общего среднего образования в Черниговской области:
| Язык преподавания | Учебный год | Учебный год | Учебный год | Учебный год | Учебный год | Учебный год | Учебный год | Учебный год | Учебный год | Учебный год | Учебный год | Учебный год | Учебный год | Учебный год |
| Язык преподавания | 1991/92     | 1992/93     | 1993/94     | 1994/95     | 1995/96     | 2000/01     | 2005/06     | 2007/08     | 2010/11     | 2012/13     | 2015/16     | 2018/19     | 2021/22     | 2022/23     |
| ----------------- | ----------- | ----------- | ----------- | ----------- | ----------- | ----------- | ----------- | ----------- | ----------- | ----------- | ----------- | ----------- | ----------- | ----------- |
| Украинский        | 67,1 %      | 70,3 %      | 74,0 %      | 78,0 %      | 81,0 %      | 94,0 %      | 99,0 %      | 99,0 %      | 99,5 %      | 99,6 %      | 99,6 %      | 99,6 %      | 99,97 %     | 100,0 %     |
| Русский           | 32,9 %      | 29,7 %      | 26,0 %      | 22,0 %      | 19,0 %      | 6,0 %       | 1,0 %       | 1,0 %       | 0,5 %       | 0,4 %       | 0,4 %       | 0,4 %       | 0,03 %      | —           |

В период с 2012/13 по 2016/17 учебный год в Черниговской области доля учеников, изучающих русский язык либо в русскоязычных классах, либо как отдельный предмет в классах с украинским языком преподавания, сократилась с 37,32 % до 25,13 %.
По данным Государственной службы статистики Украины в 2023/24 учебном году все 89 872 учащихся в учреждениях общего среднего образования в Черниговской области обучались в украиноязычных классах.
По данным Государственной службы статистики Украины в 2024/25 учебном году все 85 926 учащихся в учреждениях общего среднего образования в Черниговской области обучались в украиноязычных классах.

## Административно-территориальное устройство
Административный центр Черниговской области — город Чернигов.

### Районы
17 июля 2020 года принято новое деление области на 5 районов:
| № | Район                    | Население (тыс. чел.) | Площадь (км²) | Административный центр |
| - | ------------------------ | --------------------- | ------------- | ---------------------- |
| 1 | Корюковский район        | 91,7                  | 4600,9        | г. Корюковка           |
| 2 | Нежинский район          | 228,7                 | 7219,0        | г. Нежин               |
| 3 | Новгород-Северский район | 66,4                  | 4630,4        | г. Новгород-Северский  |
| 4 | Прилукский район         | 158,2                 | 5210,8        | г. Прилуки             |
| 5 | Черниговский район       | 460,9                 | 10 203,9      | г. Чернигов            |

Районы в свою очередь делятся на городские, поселковые и сельские объединённые территориальные общины (укр. об'єднана територіальна громада).

### Города
| - Чернигов - Батурин - Бахмач - Бобровица - Борзна - Городня - Ичня - Корюковка | - Мена - Нежин - Новгород-Северский - Носовка - Остер - Прилуки - Семёновка - Сновск |

### История деления области
8 декабря 1966 года были образованы Варвинский, Корюковский, Куликовский и Талалаевский районы.
Число административных единиц, местных советов и населённых пунктов области до 17 июля 2020 года:
- районов сельских — 22;
- районов в городах — 2;
- населённых пунктов — 1530, в том числе:
  - сельских — 1485, в том числе:
    - посёлков — 60;
    - сёл — 1425;

  - городских — 45, в том числе:
    - посёлков городского типа — 29;
    - городов — 15, в том числе:
      - городов областного значения — 4;
      - городов районного значения — 12;
      - городов с районным делением — 1;
- поселковых советов — 28;
- сельских советов — 525.

Местное самоуправление в области осуществляет Черниговский областной совет, исполнительную власть — областная государственная администрация. Главой области является председатель облгосадминистрации, назначаемый Президентом Украины.
В области было 22 района состояним до 17 июля 2020 года:
| - Бахмачский район - Бобровицкий район - Борзнянский район - Варвинский район - Городнянский район - Ичнянский район - Козелецкий район - Коропский район - Корюковский район - Куликовский район - Менский район | - Нежинский район - Новгород-Северский район - Носовский район - Прилукский район - Репкинский район - Семёновский район - Сновский район - Сосницкий район - Сребнянский район - Талалаевский район - Черниговский район |

Статусы городов до 17 июля 2020 года:
| Города областного значения: - Чернигов - Нежин - Прилуки - Новгород-Северский | Города районного значения: - Батурин - Бахмач - Бобровица - Борзна - Городня | - Ичня - Корюковка - Мена - Носовка - Остер - Семёновка - Сновск |

## Экономика
| N | показатель              | единицы          | значение, 2014 г. |
| - | ----------------------- | ---------------- | ----------------- |
| 1 | Экспорт товаров         | млн долларов США | 700,0             |
| 2 | Уд.вес в общеукраинском | %                | 1,3               |
| 3 | Импорт товаров          | млн долларов США | 528,1             |
| 4 | Уд.вес в общеукраинском | %                | 1,0               |
| 5 | Сальдо экспорт-импорт   | млн долларов США | 172,0             |
| 6 | Капитальные инвестиции  | млн гривен       | 2431,1            |
| 7 | Средняя зарплата        | грн              | 2690              |
| 8 | Средняя зарплата        | долларов США     | 226,3             |

По материалам Комитета статистики Украины (укр.) и Главного управления статистики в Черниговской области (укр.)

### Промышленность
Чернигов, Нежин, Прилуки и Бахмач — главные промышленные центры области. Машиностроение, химическая, деревообрабатывающая, лёгкая и пищевая — ведущие отрасли экономики. По производству мяса и молока на душу населения на 2000 г. Черниговская область входит в первую пятёрку. На крайнем западе и местами на севере расположены леса (20 % земельного фонда). Через территорию области проходит Днепровско-Донецкая нефтегазоносная область.
| Минеральный ресурс | Месторождения                           |
| ------------------ | --------------------------------------- |
| Нефть              | Прилуцкое, Матлаховское, Ромашовское    |
| Нефтегазоконденсат | Скороходовское, Леляковское, Гнединское |
| Газоконденсат      | Талалаевское, Николаевское              |
| Торф               | Замглайское                             |
| Песок кварцевый    | Папирнянское                            |
| Мел                | Новгород-Северское                      |
| Глина              | Новгород-Северское                      |

### Сельское хозяйство
Агропромышленный комплекс представлен: на севере, западе — мясо-молочное скотоводство, зерновое хозяйство, картофелеводство и льноводство; на юге, центре — мясо-молочное скотоводство, свиноводство, зерновое хозяйство и свекловодство. В аграрном комплексе преобладает растениеводство. Главные культуры: зерновые: озимая пшеница, рожь, ячмень, овёс, кукуруза, гречиха; технические: лён-долгунец, сахарная свёкла; кормовые: кукуруза на силос и зелёный корм, люцерна, конюшина; овощные: морковь, столовая свёкла, капуста, огурцы, томаты. Также развито садоводство и ягодоводство. Присутствуют рыболовство и пчеловодство.

## Награды
- Орден Ленина (13 июня 1967 года)[51].